# 風と共に去る20ドル!?
『風と共に去る20ドル!?』(Twenty Bucks) は、1993年に製作されたキーヴァ・ローゼンフェルド監督、リンダ・ハント、ブレンダン・フレイザー出演の群衆コメディ映画である。

## 概要
1993年に製作された本作は、風に舞った一枚の20ドル札を巡って起こる人間模様をコミカルに描いたコメディ映画である。日本では劇場未公開に終わっているが、出演陣は個性派俳優たちがこぞって出演しており、『危険な年』でアカデミー助演女優賞を獲得したリンダ・ハントをはじめ、ブレンダン・フレイザー、エリザベス・シュー、クリストファー・ロイド、スティーヴ・ブシェミ、そして歌手のグラディス・ナイトらが顔を並べる。興行的にはいまいちな結果を残したが、オムニバス形式の群集劇としてまとまりのある佳作となっている。

## あらすじ
とあるATMで1人の女性が預金を引き下ろした。その時、その中の20ドル札が風に舞ってしまう。その紙幣は巡り巡って、とあるカップルの元へ辿り着く。サム（ブレンダン・フレイザー）は、チューインガム会社の社長令嬢であるアンナ（サム・ジェンキンス）との結婚を控えていた。サムは結婚の祝いにと、アンナの父親から20ドル札をもらうのだが、独身最後のバチェラー・パーティーでその20ドルをストリッパーのTバックに突っ込む。ストリッパーはさらにその20ドルをマコーマック婦人（グラディス・ナイト）へ支払い、マコーマック夫人は孫のプレゼントのためにその紙幣を使用。その後も20ドル紙幣は様々な人間の元へ渡り、それぞれのドラマに関係していく。

## スタッフ・キャスト

### キャスト
- アンジェリーン - リンダ・ハント
- サム・マストリュースキー - ブレンダン・フレイザー
- アンナ・ホリデイ - サム・ジェンキンス
- ガーラ・ホリデイ - ショーレ・アグダシュルー
- ストリッパー - メローラ・ウォルターズ
- マコーマック婦人 - グラディス・ナイト
- エミリー・アダムス - エリザベス・シュー
- フランク - スティーヴ・ブシェミ
- ジミー - クリストファー・ロイド
- クイックマート・クラーク - ジェレミー・ピヴェン
- プロパティ・クラーク - ウィリアム・H・メイシー
- ニール・キャンベル - デヴィッド・シュワイマー
- ビンゴ勝者 - マット・フリューワー

### スタッフ
- 監督：キーヴァ・ローゼンフェルド
- 製作：カレン・マーフィ
- 脚本：レスリー・ボーム、エンドレ・ボーム
- 音楽：デヴィッド・ロビンス
- 撮影：エマニュエル・ルベツキ
- 編集：マイケル・ルシオ